# Hollis (Maine)
Pour les articles homonymes, voir Hollis.
Hollis est une bourgade américaine située dans le Comté de York, dans le Maine. Selon le recensement de 2020, sa population est de 4 745 habitants.